# Xã North Beaver, Quận Lawrence, Pennsylvania
Xã North Beaver (tiếng Anh: North Beaver Township) là một xã thuộc quận Lawrence, tiểu bang Pennsylvania, Hoa Kỳ. Năm 2010, dân số của xã này là 4.121 người.